# Lista de tópicos com o nome de Hermann Weyl
- Este artigo foi inicialmente traduzido, total ou parcialmente, do artigo da Wikipédia em inglês cujo título é «List of topics named after Hermann Weyl», especificamente desta versão.

Esta é uma lista de tópicos com o nome de Hermann Weyl.
- Espinor de Majorana–Weyl
- Álgebra de Weyl
- Base de Weyl de matrizes gamma
- Grupo de Weyl
- Fórmula característica de Weyl
- Critério de Weyl
- Tensor de Weyl
- Hipótese de curvatura de Weyl
- Equação de Weyl
- Campo de Weyl
- Gauge de Weyl
- Desigualdade de Weyl
- Lei de Weyl
- Lema de Weyl sobre hypoelipticidade
- Lema de Weyl sobre a forma "super fraca" da equação de Laplace
- Momento multipolo de Weyl
- Notação de Weyl
- Postulado de Weyl
- Quantização de Weyl
- Escalar de Weyl
- Espinor de Weyl
- Soma de Weyl, um tipo de soma exponencial
- Transformação de Weyl
- Tensor de Weyl
- Teorema de Weyl
- Truque unitário de Weyl
- Vetor de Weyl de um grupo de Lie compacto
- Teorema de Peter-Weyl
- Teorema de Weyl–Schouten
- Transformação de Weyl